# Li Keran
Li Keran, pseudonimo di Li Yongshun (李可染S, Lǐ KěrǎnP; Xuzhou, 26 marzo 1907 – Pechino, 5 dicembre 1989), è stato un pittore cinese.
Allievo di Lin Fengmian, fu autore di notevoli acquerelli alla maniera di Qi Baishi. Rispettò sempre la tradizione pittorica cinese dei monaci individualisti.